# تومي لي
تومي لي (بالإنجليزية: Tommy Lee)‏ (3 يناير 1986 في المملكة المتحدة - ) هو لاعب كرة قدم بريطاني في مركز حراسة المرمى. لعب مع ماكليسفيلد تاون ومانشستر يونايتد ونادي تشيسترفيلد ونادي روتشديل.

## وصلات خارجية
- تومي لي على موقع قاعدة بيانات كرة القدم.إي يو (الإنجليزية)
- تومي لي على موقع Soccerbase.com (لاعب) (الإنجليزية)
- تومي لي على موقع Soccerway.com (الإنجليزية)